# Aplicação financeira
Aplicação financeira é a compra de um ativo financeiro na expectativa de que, com o tempo, ele produza um retorno financeiro.